# Sakulta
Sakulta (arab. ساقلتة) – miasto w Egipcie, w muhafazie Sauhadż. W 2006 roku liczyło 21 695 mieszkańców.